# Ланарк (Илиноис)
Ланарк (енгл. Lanark) град је у америчкој савезној држави Илиноис. По попису становништва из 2010. у њему је живело 1.457 становника.

## Демографија
Према попису становништва из 2010. у граду је живело 1.457 становника, што је 127 (8,0%) становника мање него 2000. године.
| Група             | 2000.         | 2010.         |
| Белци             | 1.535 (96,9%) | 1.420 (97,5%) |
| Афроамериканци    | 1 (0,1%)      | 5 (0,3%)      |
| Азијати           | 17 (1,1%)     | 5 (0,3%)      |
| Хиспаноамериканци | 4 (0,3%)      | 12 (0,8%)     |
| Укупно            | 1.584         | 1.457         |